# Diaperis boleti
Diaperis boleti és una espècie de coleòpter de la família dels tenebriònids. S'alimenta essencialment de bolets del gènere Polyporus als boscos de planifolis. Es distribueix per Europa occidental i central i és present a Catalunya.

## Característiques
L'insecte, bombat i de forma ovoide mesura de 6 a 8 mm de llarg. Els èlitres són negres, brillants i grocs o ataronjats. La larva és allargada i cilíndrica.

## Història natural
S'alimenta essencialment dels cossos fructífers dels fongs Agaricus, Piptoporus betulinus i Laetiporus sulphureus. La posta es produeix al mes de maig als esporocarps. Les pupes desclouen al juny, és possible una segona eclosió al setembre. Les larves s'alimenten del bolet. Habita als boscos caducifolis, i associat a la presència de Polyporus.

## Taxonomia
L'espècie D. boleti fou descrita pel naturalista suec Carl von Linné l'any 1758 sota el nom inicial de Chrysomela boleti. Étienne Louis Geoffroy l'any 1762 va descriure el gènere Diaperis.